# Ay, Juancito
Ay, Juancito és una pel·lícula argentina dirigida per Héctor Olivera. La seva data d'estrena va ser el 10 de juny de 2004. El guió és del mateix Olivera i de José Pablo Feinmann. La pel·lícula se centra en la figura d'un dels personatges del peronisme, Juan Duarte, el germà d'Eva Duarte de Perón i les seves relacions amb les actrius Elina Colomer i Fanny Navarro. És la història del seu ascens a les altes esferes del poder, i la seva caiguda en desgràcia arran de la mort de la seva germana.
L'Estat com bé personal, la dilapidació i la corrupció són les característiques que Olivera destaca de la figura de Juancito. "Com m'acusaran d'escarrassar-se si tot el que vaig prendre és de l'Estat i jo soc el germà de l'Estat? " pregunta en una ocasió. Aquesta mateixa pregunta serveix per exemplificar el grau d'impunitat amb què obrava el simpàtic Juan.
L'analogia que es decanta de la pel·lícula és la comparació del primer peronisme amb els anys del menemisme, amb Juancito en el primer Govern i María Julia Alsogaray en el segon, segons ha manifestat, fins i tot, el mateix Olivera.

## Argument
Juan Ramón Duarte és l'únic germà baró d'Evita, que l'encumbra i qui, amb la seva prematura mort, el porta a la destrucció. Aquesta és la història de l'ascens i l'ensorrament d'un simpàtic grimpador els seus anys de glòria i de crisi coincideixen amb l'apogeu i el començament de la caiguda del president Juan Domingo Perón.